# 亞歷克斯·卡拉特拉瓦
亞歷克斯·卡拉特拉瓦（Álex Calatrava，1973年6月14日—）是一位西班牙職業網球運動員。

## 外部連結
- 亞歷克斯·卡拉特拉瓦（英文/西班牙文）的官方資料
- 亞歷克斯·卡拉特拉瓦的國際網球總會 職業／青少年 官方資料（英文）
- 亞歷克斯·卡拉特拉瓦的官方資料（英文）